# Porto de Vila do Topo

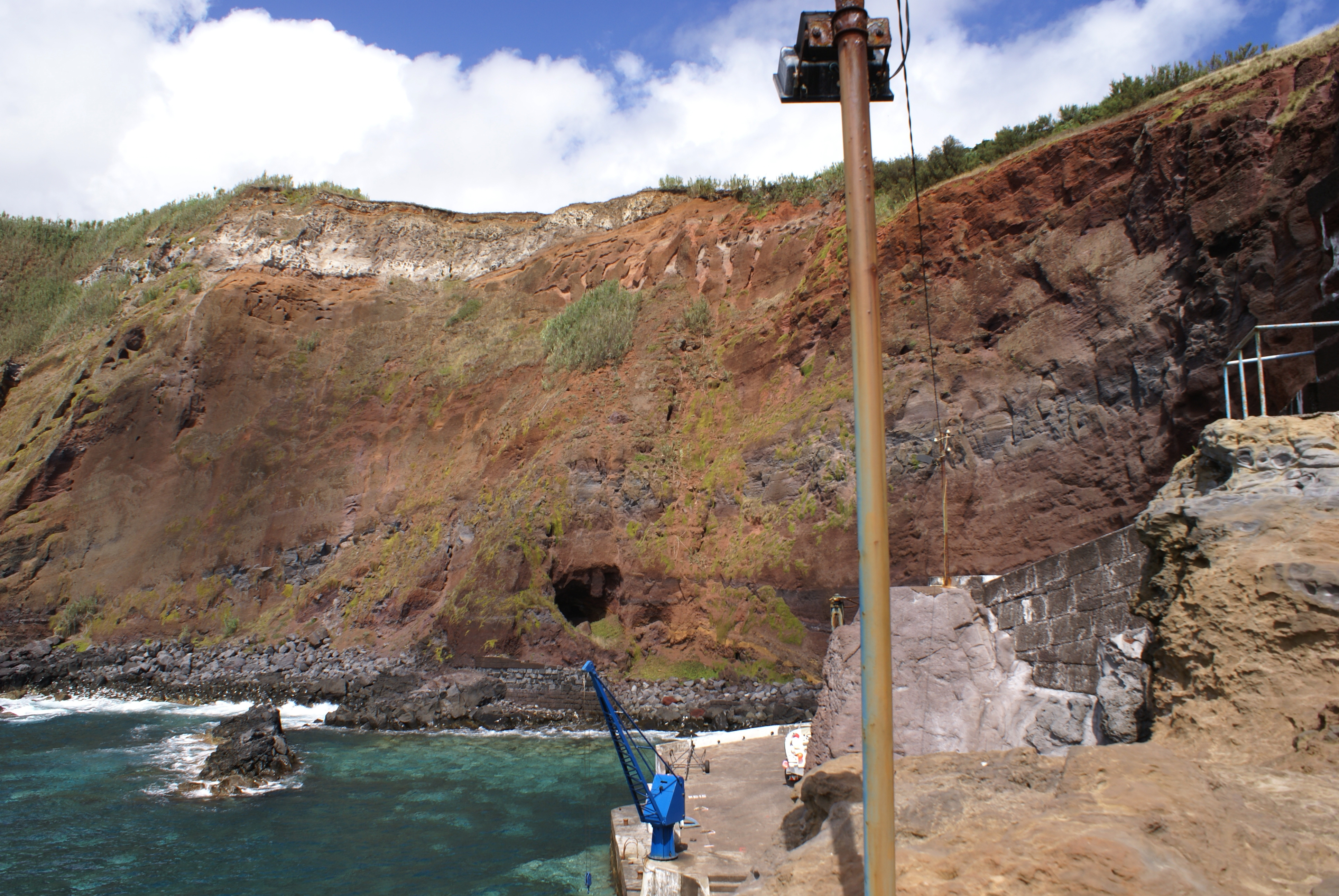
Porto do Topo, vista parcial.

O Porto da Vila do Topo é uma zona portuária portuguesa edificada na localidade de Nossa Senhora do Rosário, vila do Topo, concelho da Calheta.
Esta zona portuária localizada na Ponta do Topo, no extremo oriental da ilha de São Jorge, é o porto mais Oriental desta ilha e também o mais próximo da ilha Terceira. Encontra-se construído numa zona de acesso muito inclinado, dado o próprio declive das encostas a que está anexo.
Foi durante séculos o ponto mais rápido de comunicação com a ilha Terceira e serviu também de escoadouro para a produção do vinho Verdelho e da casta Terrantez de desta parte da ilha, particularmente da Fajã de São João, quando esta localidade ainda não tinha cais acostável.
Este vinho dependendo da quantidade e dos produtores era exportado em barris ou em garrafas para fora da ilha alcançado altos preços no mercado da Europa continental.
Alguns produtores como foi o caso de João Inácio de Bettencourt Noronha exportava grande parte da sua produção para a ilha Terceira onde era engarrafado nas adegas do seu solar denominado Villa Maria e só então era exportado.
Devido à construção do Porto da Calheta, esta instalação portuária perdeu grande parte da sua importância de antigamente sendo actualmente usada principalmente como zona balnear e porto de pesca. Como zona balnear tem a torna-lo característico acentuadas escavações naturais na rocha basáltica mais macia originadas pela constante abrasão marinha.
Na sua proximidade encontra-se o Farol da Ponta do Topo, construído em 1927, e a cerca de 1000 metros de distância o Ilhéu do Topo que se noutros tempos foi usado como pastagem de gado bovino, caprino e ovino que para lá era transportado a nado, amarrado por uma corda a um barco a remos que as rebocava.
Foi em 1983 classificado como Reserva Natural Parcial pelo Decreto Legislativo Regional n.º 13/84/A, de 20 de Fevereiro e integra a rede europeia de sítios com interesse comunitário para a conservação da natureza criada ao abrigo da Directiva Habitats.